# Карма в дії (Доктор Хаус)
«Карма в дії» (англ. Instant Karma)  — четверта серія шостого сезону американського телесеріалу «Доктор Хаус». Прем'єра епізоду проходила на каналі FOX 12 жовтня 2009. Доктор Хаус і його нова команда мають врятувати сина чоловіка, який має великі гроші та карму.

## Сюжет
У бізнесмена Роя хворий син Джек, якого не можуть вилікувати приватні лікарі. Батько вирішує записати його до Хауса. Симптоми хлопчика: абдомінальний біль, жар, зневоднення, діарея, втрата ваги. Хаус наказує по новому перевірити пацієнта. На новому рентгені Кемерон помічає запор. Хаус вважає, що у пацієнта хвороба Гіршпрунга. Команда робить барієву клізму і біопсію товстого кишечника. Хлопчику стає краще, але невдовзі у нього починаються напад, параліч бокового м'яза і сильно підвищується черепний тиск. Чейз проводить трепанацію, за знімками команда розуміє, що у черевній порожнині, як і в мозку, починає збиратися рідина. Команда вставляє шунти і розуміє, що у хлопчика рак мозку. Хаус наказує зробити біопсію мозкової тканини, але вона не підтверджує рак мозку.
Хаус вважає, що у хлопчика аденокарцинома шлунка і наказує провести ендоскопію, щоб зробити біопсію, але у Джека виникає повторний напад. Кемерон думає, що у нього черевна епілепсія і команда починає лікування. Проте аналіз не підтверджує версію Кемерон, а у хлопчика виникають пухирці на грудях. Чейз думає, що у Джека вузловий поліартрит, але Хаус дізнається, що пухирці з'явились і на пенісі, тому вважає, що діагноз — синдром Де Го. Хаус повідомляє новину Рою і каже, що хлопчик проживе не більше доби.
Рой вважає, що через карму він має багато грошей, але хворого сина. Тому він відмовляється від своїх заощаджень, компаній, будинку. Невдовзі у Джека виникає зупинка серця, команда повертає його до життя, але стан значно погіршується. Хаус розуміє, що у пацієнта первинний антифосфоліпідний синдром. Команда починає лікування і хлопчик одужує.

## Цікавинки
- Форман має врятувати Чейза, який вбив Дібалу, і намагається придумати різні версії, які б пояснили незрозуміле підвищення холестерину в крові. Хаус знаходить розумне пояснення і рятує Чейза.